# 哈尔帕尔普尔
哈尔帕尔普尔（Harpalpur），是印度中央邦Chhatarpur县的一个城镇。总人口15410（2001年）。

## 人口
该地2001年总人口15410人，其中男性8199人，女性7211人；0—6岁人口2272人，其中男1161人，女1111人；识字率69.03%，其中男性为77.35%，女性为59.58%。